# بيارن بيترسن
بيارن بيترسن (بالنرويجية البوكمول: Bjarne Pettersen)‏ هو لاعب جمباز فني نرويجي، ولد في 8 يونيو 1891 في كريستيانية في النرويج، وتوفي في 14 ديسمبر 1983 في بورشغرون في النرويج.

## وصلات خارجية
- بيارن بيترسن على موقع اللجنة الأولمبية الدولية (الإنجليزية)
- بيارن بيترسن على موقع أوليمبيديا (الإنجليزية)